# Голден (Міссісіпі)
Голден (англ. Golden) — місто (англ. town) в США, в окрузі Тішомінґо штату Міссісіпі. Населення — 192 особи (2020).

## Географія
Голден розташований за координатами 34°29′12″ пн. ш. 88°11′11″ зх. д. / 34.48667° пн. ш. 88.18639° зх. д. (34.486643, -88.186318).  За даними Бюро перепису населення США в 2010 році місто мало площу 1,50 км², уся площа — суходіл.

## Демографія
Згідно з переписом 2010 року, у місті мешкала 191 особа в 102 домогосподарствах у складі 46 родин. Густота населення становила 127 осіб/км².  Було 128 помешкань (85/км²).
Расовий склад населення:
| - 86,4 % — білих - 2,6 % — чорних або афроамериканців - 0,5 % — корінних американців - 7,3 % — осіб інших рас |

До двох чи більше рас належало 3,1 %. Частка іспаномовних становила 11,0 % від усіх жителів.
За віковим діапазоном населення розподілялося таким чином: 20,4 % — особи молодші 18 років, 51,9 % — особи у віці 18—64 років, 27,7 % — особи у віці 65 років та старші. Медіана віку мешканця становила 49,6 року. На 100 осіб жіночої статі у місті припадало 67,5 чоловіків;  на 100 жінок у віці від 18 років та старших — 74,7 чоловіків також старших 18 років.
Середній дохід на одне домашнє господарство  становив 31 613 долари США (медіана — 23 571), а середній дохід на одну сім'ю — 35 992 долари (медіана — 32 250). За межею бідності перебувало 17,8 % осіб, у тому числі 24,5 % дітей у віці до 18 років та 24,6 % осіб у віці 65 років та старших.
Цивільне працевлаштоване населення становило 65 осіб. Основні галузі зайнятості: виробництво — 36,9 %, оптова торгівля — 13,8 %, мистецтво, розваги та відпочинок — 10,8 %, освіта, охорона здоров'я та соціальна допомога — 10,8 %.